# Nuke-Evolution
Nuke-Evolution è un Content Management System open source, basato su PHP e MySQL. Nasce dalla versione 7.6 di PHPNuke, si avvale, come la maggioranza dei CMS, di un database e necessita per un uso ottimale di un server Linux. Il software installato su un server (anche in locale) è in grado di gestire la pubblicazione di contenuti, viene spesso utilizzato per la creazione di portali di medie e grandi dimensioni, l'interfaccia grafica è assicurata da temi (templates) creati apposta per Nuke-Evolution, e la formattazione degli stili è coadiuvata dall'uso di CSS (fogli di stile).

## Caratteristiche
Il software viene fornito in formato compresso, l'archivio viene decompresso e installato su un server web rispettando la struttura originaria. Il server deve poter interpretare il codice scritto in PHP. È preferibile che il server web abbia un sistema operativo linux per due motivi:
1. Per tutelare la sicurezza del CMS
2. Perché la corretta installazione del CMS prevede la modifica dei permessi (chmod).

Con l'ultima versione la Nuke Evolution Basic 2.0.7 Final il CMS è stato migliorato nel cuore e nella struttura, le traduzioni sono state rese compatibili alla codifica UTF-8, è stata aggiunto Html Purifier, un'importante libreria Php che filtra il Cms da codice maligno e lo rende conforme agli standard.
Le caratteristiche principali sono:
- Database, accesso da pannello amministrativo con possibilità di effettuare tutte le operazioni di manutenzione, cioè backup, controllo, ottimizzazione, ripara tabelle;
- Cache, accesso da pannello amministrativo che permette la sua cancellazione (è necessario che l'hosting abbia il Safe mod impostato su OFF);
- Donazioni, possibilità di configurare modulo e blocco da pannello amministrativo;
- System Info, accesso da pannello amministrativo con possibilità di avere tutti i dati del server su cui è installato il CMS, compreso il phpinfo.php;
- Moduli, accesso da pannello amministrativo, con possibilità di escludere dalla visualizzazione blocchi di sinistra e destra, inoltre è possibile suddividere i moduli in categorie;
- Blocchi, configurazione da pannello amministrativo, con possibilità di spostarli semplicemente con un click del mouse;
- Nuke Sentinel, migliorato, aggiornato e rafforzata la protezione del modulo, per rendere il CMS ancora più sicuro;
- Preferenze, e settaggio del sito diviso in sezioni, con possibilità di aggiungere codice di sicurezza, meta tag, lazy Google tap (per attivare il rewrite delle pagine) e altre configurazioni;
- Moduli area blocchi per la creazione di un menu dinamico per la gestione del sito;
- Banners, possibilità di creare un piano pubblicitario online con piani e prezzi;
- Downloads e uploads, possibilità di inserire downloads o uploads con o senza codice di sicurezza, e impostare permessi diversi per ogni singolo downloads;
- Newsletter con possibilità di invio a tutti gli utenti, a quelli sottoscritti oppure ai gruppi, editor visuale online;
- Forum, accesso da pannello amministrativo, ricchissimo di mods e features, possibilità di inserire campi aggiuntivi che influiscono nella registrazione degli utenti, possibilità di personalizzare il colore di gruppi e utenti, personalizzazione di un messaggio di benvenuto, controllo e verifica con creazione di log delle attività di moderatori e amministratori, possibilità di inserire allegati con completa configurazione in area amministrativa del forum, possibilità di inserire nei topics moltissimi contenuti multimediali, tra cui video YouTube;
- News, possono essere configurate per essere visualizzate in home page in due blocchi;
- Site Map, per creare automaticamente una mappa del sito;
- Temi, installazione, configurazione e disinstallazione da pannello amministrativo;
- Blocco user info configurabile da pannello amministrativo, con possibilità di modifica del messaggio di benvenuto, il blocco diviso in settori è completamente modificabile da uno JavaScript (presente dalla versione Basic 2.0.1);
- Supporters del sito, e tanto altro ancora.

Tutte le altre caratteristiche non citate sono comuni al Php-Nuke 7.6.

## Novità delle versioni

### Basic 2.0.2
Aggiornamento del Nuke Sentinel alla versione 5.0.5 - Aggiornamento del Forum alla versione 2.0.22 - Aggiornamento del mod attachment alla versione 2.4.5 - Aggiornamento time management alla versione 2.2.1 - Fix e revisioni aggiornate al 5 febbraio 2007.

### Basic 2.0.3
Aggiornato modulo downloads, aggiornato Xdata alla versione 1.0.3, fixato nuke-sentinel e aggiornato alla versione 2.5.6, fixato modulo enciclopedia, fixato language italian nello script di installazione, aggiornato viewtopic_quickreply.tpl, fixato CalendarMx, fixato modulo Sommaire, fixato NSN Mailing List, aggiunto nuovo editor xinha, e solo per la versione italiana tutti gli editors wysiwyg sono inclusi nel pacchetto all'interno dei supplementary. La versione italiana contiene tutte le fix ufficiali aggiornate al 16 marzo 2007.

### Basic 2.0.4
Fix dei moduli Statistiche e Xdata, fix del modulo Sondaggi, aggiornati templates Sentinel (per la versione italiana creati nuovi templates con doppia lingua nella visualizzazione di ogni template), modifica alla visualizzazione dell'anteprima articolo all'admin, aggiornato il modulo Supporter e creazione della cache per velocizzare l'apertura della pagina, fix del blocco donazioni, aggiunta di una linea di sicurezza al .htaccess, fix per la programmazione degli articoli, aggiornato Nuke Sentinel alla versione 2.5.8, fix Nsn Mailint list, fix modulo banner. La versione italiana contiene tutte le fix ufficiali aggiornate al 13 maggio 2007.

### Basic 2.0.5
Aggiornato il modulo Journal alla versione 2.0.1, aggiornato il modulo News, Aggiornato il modulo Forum, aggiornato admin errore socket, aggiornato swiftmailer 3.2.2, aggiunto x_click al modulo Donations, prime modifiche del phpBB - board-config directory. La versione italiana contiene tutte le fix ufficiali aggiornate al 21 maggio 2007.

### Basic 2.0.6
Questo aggiornamento anche se sostanzialmente non prevede grosse novità, è il preludio della prossima versione Basic 2.1.0, infatti la sostanziale novità della Basic 2.0.6 e della successiva 2.0.7 è che è stato inserito HTML Purifier, un'importante libreria Php utile per mantenere sempre pulito, conforme agli standard e libero da intrusioni maligne il codice HTML generato dal CMS.

### Basic 2.0.7
Ulteriore aggiornamento con modifica del modulo Sentinel, aggiunto Html Purifier e swiftmailer, aggiornato modulo Downloads, aggiunti altri upgrades, aggiunto il supporto di Google Analytics, aggiornata icona modulo Donazioni, e aggiunte numerose fix. Per la sola versione italiana due mods già installati di default nel tema fisubsilversh, il mod Clock Replace Whosonline e il mod Wikipedia bbcode Evo, la versione italiana contiene tutte le fix ufficiali al 3 giugno 2008.

## Storia
Il significato letterale di Nuke-Evolution è Evoluzione del Nuke, l'evoluzione è identificata da due cose fondamentali, la prima è che il progetto parte da un CMS il Php-Nuke 7.6 da molti definito il più sicuro, la seconda è che la struttura del CMS è molto più evoluta ed efficiente, con un'attenzione particolare per la sicurezza informatica.
Il progetto nasce negli Stati Uniti ufficialmente il 25 aprile 2005 per volontà di Technocrat e del suo Staff. Il 7 settembre 2005 nasce il portale Italiano ufficiale di supporto a Nuke Evolution. Di seguito la Germania, la Spagna, l'Ungheria, la Persia e la Francia, e siti sparsi in tutto il mondo.
Nuke-Evolution è distribuito sotto licenza GNU General Public License.